# Aleksandra Jablotsjkina
Aleksandra Aleksandrovna Jablotsjkina (Александра Александровна Яблочкина; Sint-Petersburg, 3 november 1866 - Moskou, 20 maart 1964) was een Sovjet-Russische actrice. Ze was meer dan 75 jaar een hoofdrolspeelster van het Malytheater in Moskou.

## Biografie
Aleksandra Jablotsjkina werd geboren in een familie van kunstenaars: haar moeder, Serafima Jablotsjkina, was een actrice en haar vader, Alexandre Jablotsjkin, was een regisseur. Aleksandra leerde de kunst van het toneelspelen met haar vader en de actrice Glikeria Fedotova, die ze soms "moeder" noemde. In 1885 trad ze voor het eerst op het podium van het Tiflistheater. In 1886 kwam ze bij de Korsjttheatergroep en twee jaar later verhuisde ze naar de Malytheater, waar ze samenwerkte met Maria Jermolova en Aleksander Joezjin. Jablotsjkina specialiseerde zich in komische rollen en stond bekend om de zuiverheid van haar uitspraak. 
In 1915 werd ze voorzitter van de Russische theatervereniging en bleef in deze functie tot het einde van haar leven. Ze schreef haar memoires in twee delen, "Mijn leven in het theater" (1953) en "75 jaar in het theater" (1960).
Aleksandra Jablotsjkina stierf op 20 maart 1964 in Moskou en werd begraven op de Novodevitsjibegraafplaats.

## Onderscheidingen
- Volksartiest van de Sovjet-Unie, 1937
- Orde van de Rode Vlag van de Arbeid, 1937, 1946
- Leninorde, 1937, 1949, 1957
- Stalinprijs, 1943

## Varia
- Het "Centrale Huis van Acteurs" in Moskou draagt haar naam.
- In 1985 werd een inslagkrater op de planeet Venus naar haar vernoemd.[3]

- Biblioteca Nacional de España: XX875435
- Bibliothèque nationale de France: cb113328124 (data)
- Gemeinsame Normdatei: 135829380
- International Standard Name Identifier: 0000 0003 7413 8662
- Library of Congress Control Number: no2008165898
- Nationale Bibliotheek van Letland: 000300149
- Nationale Bibliotheek van Tsjechië: osa2018998377
- Nationale Bibliotheek van Israël: 987007434289005171
- Virtual International Authority File: 22135821
- WorldCat: E39PBJgt9yrXjDxbFhdgdRMkjC